# Stephen Huneck
Stephen Huneck (8 oktober 1948 - 7 januari 2010) was een Amerikaans houtsnijder, meubelmaker en schrijver. Hij maakte vooral houtsnijwerk van honden. Huneck schreef ook verschillende kinderboeken met als hoofdfiguur zijn zwarte labrador-retriever, Sally.
In 1997 begon Huneck met de bouw van een kapel gewijd aan honden. Er is een (lage) hondeningang, en verder glas-in-loodramen met afbeeldingen van honden en op de binnenwanden afbeeldingen van en herinneringen aan gestorven honden. Huneck leed aan depressies en pleegde in januari 2010 zelfmoord.